# La Breille-les-Pins
La Breille-les-Pins és un municipi francès situat al departament de Maine i Loira i a la regió de País del Loira. L'any 2007 tenia 550 habitants.

## Demografia

### Població
El 2007 la població de fet de La Breille-les-Pins era de 550 persones. Hi havia 188 famílies de les quals 52 eren unipersonals (28 homes vivint sols i 24 dones vivint soles), 44 parelles sense fills, 80 parelles amb fills i 12 famílies monoparentals amb fills.
La població ha evolucionat segons el següent gràfic:
Habitants censats

### Habitatges
El 2007 hi havia 235 habitatges, 193 eren l'habitatge principal de la família, 26 eren segones residències i 16 estaven desocupats. 227 eren cases i 6 eren apartaments. Dels 193 habitatges principals, 141 estaven ocupats pels seus propietaris, 45 estaven llogats i ocupats pels llogaters i 7 estaven cedits a títol gratuït; 3 tenien una cambra, 8 en tenien dues, 31 en tenien tres, 65 en tenien quatre i 86 en tenien cinc o més. 159 habitatges disposaven pel capbaix d'una plaça de pàrquing. A 81 habitatges hi havia un automòbil i a 97 n'hi havia dos o més.

### Piràmide de població
La piràmide de població per edats i sexe el 2009 era:
| Homes | Edats   | Dones |
| ----- | ------- | ----- |
| 0     | 95 o +  | 0     |
| 0     | 90 a 94 | 4     |
| 8     | 85 a 89 | 0     |
| 4     | 80 a 84 | 0     |
| 4     | 75 a 79 | 4     |
| 8     | 70 a 74 | 20    |
| 4     | 65 a 69 | 0     |
| 12    | 60 a 64 | 12    |
| 8     | 55 a 59 | 12    |
| 8     | 50 a 54 | 4     |
| 20    | 45 a 49 | 16    |
| 28    | 40 a 44 | 20    |
| 28    | 35 a 39 | 28    |
| 8     | 30 a 34 | 12    |
| 8     | 25 a 29 | 4     |
| 4     | 20 a 24 | 8     |
| 12    | 15 a 19 | 4     |
| 32    | 10 a 14 | 32    |
| 12    | 5 a 9   | 28    |
| 28    | 0 a 4   | 12    |

## Economia
El 2007 la població en edat de treballar era de 360 persones, 244 eren actives i 116 eren inactives. De les 244 persones actives 208 estaven ocupades (125 homes i 83 dones) i 36 estaven aturades (18 homes i 18 dones). De les 116 persones inactives 23 estaven jubilades, 23 estaven estudiant i 70 estaven classificades com a «altres inactius».

### Ingressos
El 2009 a La Breille-les-Pins hi havia 198 unitats fiscals que integraven 533,5 persones, la mediana anual d'ingressos fiscals per persona era de 14.391 €.

### Activitats econòmiques
Dels 18 establiments que hi havia el 2007, 3 eren d'empreses de fabricació d'altres productes industrials, 3 d'empreses de construcció, 5 d'empreses de comerç i reparació d'automòbils, 5 d'empreses d'hostatgeria i restauració, 1 d'una empresa d'informació i comunicació i 1 d'una empresa de serveis.
Dels 4 establiments de servei als particulars que hi havia el 2009, 1 era un taller de reparació d'automòbils i de material agrícola, 1 guixaire pintor, 1 empresa de construcció i 1 restaurant.
L'any 2000 a La Breille-les-Pins hi havia 9 explotacions agrícoles que ocupaven un total de 56 hectàrees.

## Equipaments sanitaris i escolars
El 2009 hi havia una escola elemental.

## Poblacions més properes
El següent diagrama mostra les poblacions més properes.